# Liste des monuments historiques de Holsbeek
Cette page regroupe l'ensemble des monuments classés de la ville belge de Holsbeek.
| Objet                                             | Statut du classement?                     | Année de construction/architecte | Section communale | Adresse                 | Coordonnées                      | Numéro d'inventaire | Illustration                              |
| ------------------------------------------------- | ----------------------------------------- | -------------------------------- | ----------------- | ----------------------- | -------------------------------- | ------------------- | ----------------------------------------- |
| (nl) Parochiekerk Sint-Maurus                     | OB000388 · OB000389                       |                                  | Holsbeek          | Rotselaarsebaan 1       | 50° 55′ 16″ nord, 4° 45′ 23″ est | 43591               | (nl) Parochiekerk Sint-Maurus             |
| (nl) Kasteel van Attenhoven                       |                                           |                                  | Holsbeek          | Pleinstraat             | 50° 54′ 48″ nord, 4° 43′ 26″ est | 43592               | Téléverser                                |
| (nl) "Hof ter Winge", hoeve langgeveltype         |                                           |                                  | Holsbeek          | Bergestraat 101         | 50° 56′ 04″ nord, 4° 45′ 52″ est | 43593               | (nl) "Hof ter Winge", hoeve langgeveltype |
| (nl) Dwarsschuur leembouw                         |                                           |                                  | Holsbeek          | Dutselhoek 4            | 50° 55′ 12″ nord, 4° 46′ 48″ est | 43594               | Téléverser                                |
| (nl) Dorpswoning                                  |                                           |                                  | Holsbeek          | Gebr. Van Tiltstraat 43 | 50° 55′ 13″ nord, 4° 45′ 11″ est | 43595               | Téléverser                                |
| (nl) "Molenhof", hoeve 1740, karrenhuis ANNO 1731 |                                           |                                  | Holsbeek          | Kortrijksebaan 57       | 50° 55′ 13″ nord, 4° 46′ 00″ est | 43596               | Téléverser                                |
| (nl) Pastorie, dubbelhuis XVIII B                 | OB000388 · OB000389                       |                                  | Holsbeek          | Rotselaarsebaan 10      | 50° 55′ 17″ nord, 4° 45′ 22″ est | 43598               | (nl) Pastorie, dubbelhuis XVIII B         |
| (nl) "Heilig Geesthof", middelgrote hoeve, 1735   | OB001024 · OB001445                       |                                  | Holsbeek          | Smisstraat 1            | 50° 55′ 18″ nord, 4° 46′ 21″ est | 43599               | Téléverser                                |
| (nl) Parochiekerk Sint-Catharina                  | OB000386 · OB000390                       |                                  | Kortrijk-Dutsel   | Dutselstraat            | 50° 55′ 31″ nord, 4° 48′ 26″ est | 43600               | (nl) Parochiekerk Sint-Catharina          |
| (nl) Pastorie, dubbelhuis XVII B                  | OB000385                                  |                                  | Kortrijk-Dutsel   | Dreef 10                | 50° 55′ 29″ nord, 4° 48′ 17″ est | 43602               | Téléverser                                |
| (nl) Dubbelhuis, afspanning, 1822                 |                                           |                                  | Kortrijk-Dutsel   | Dutselstraat 1          | 50° 55′ 33″ nord, 4° 48′ 27″ est | 43605               | Téléverser                                |
| (nl) "Pittehoeve"                                 |                                           |                                  | Kortrijk-Dutsel   | Dutselstraat 99         | 50° 55′ 30″ nord, 4° 47′ 42″ est | 43606               | Téléverser                                |
| (nl) Dubbelhuis                                   |                                           |                                  | Kortrijk-Dutsel   | Sluisbeekstraat 9       | 50° 54′ 46″ nord, 4° 48′ 17″ est | 43608               | Téléverser                                |
| (nl) "Koningshoeve"                               |                                           |                                  | Kortrijk-Dutsel   | Horebeekstraat 3        | 50° 54′ 57″ nord, 4° 48′ 22″ est | 43610               | Téléverser                                |
| (nl) Huis, einde XVII                             |                                           |                                  | Kortrijk-Dutsel   | Gobbelsrode 68          | 50° 54′ 57″ nord, 4° 48′ 28″ est | 43613               | Téléverser                                |
| (nl) Parochiekerk Sint-Lambertus                  |                                           |                                  | Nieuwrode         | Dorp                    | 50° 57′ 03″ nord, 4° 50′ 08″ est | 43615               | (nl) Parochiekerk Sint-Lambertus          |
| (nl) Pastorie van 1707                            | OB000387 · OB001641                       |                                  | Nieuwrode         | St.-Lambertusstraat 13  | 50° 57′ 03″ nord, 4° 50′ 16″ est | 43616               | Téléverser                                |
| (nl) Parochiekerk Sint-Pieter                     | OB000391                                  |                                  | Sint-Pieters-Rode | Kerkplein               | 50° 55′ 58″ nord, 4° 49′ 14″ est | 43617               | (nl) Parochiekerk Sint-Pieter             |
| (nl) Sint-Jozefkapel                              |                                           |                                  | Sint-Pieters-Rode | Peerse                  | 50° 55′ 44″ nord, 4° 50′ 00″ est | 43618               | Téléverser                                |
| (nl) Kasteel van Horst                            | OB000383 · OB000384 · OB000392 · OB001759 |                                  | Sint-Pieters-Rode | Horststraat 28          | 50° 56′ 01″ nord, 4° 49′ 56″ est | 43619               | (nl) Kasteel van Horst                    |
| (nl) Pastorie                                     | OB000382 · OB001641                       |                                  | Sint-Pieters-Rode | Pastoriedreef 10        | 50° 56′ 07″ nord, 4° 49′ 09″ est | 43620               | Téléverser                                |